# サンタルセーニオ
サンタルセーニオ（伊: Sant'Arsenio）は、イタリア共和国カンパニア州サレルノ県にある、人口約2,800人の基礎自治体（コムーネ）。

## 地理

### 位置・広がり

#### 隣接コムーネ
隣接するコムーネは以下の通り。
- アーテナ・ルカーナ
- コルレート・モンフォルテ
- ポッラ
- サン・ピエトロ・アル・ターナグロ
- サン・ルーフォ
- テッジャーノ